# Samochody-pułapki w Londynie (2007)
Samochody-pułapki w Londynie – 29 czerwca 2007 roku dwa samochody wypełnione materiałami wybuchowymi zostały znalezione w centrum Londynu w Wielkiej Brytanii. Pierwszy z nich zlokalizowano niedaleko klubu nocnego Tiger Tiger na Haymarket w dzielnicy City of Westminster, w uczęszczanej przez turystów okolicy Piccadilly Circus. Pojazd został odtransportowany i rozbrojony przez policję. Według świadków, około godziny 02:00, samochód wpadł na śmietnik, po czym, jego kierowca uciekł, pozostawiając samochód. Był to samochód marki Mercedes 300E z roku 1989 o kolorze jasnozielony metalic. Pół godziny później, niedaleko Trafalgar Square, znaleziono drugi samochód, w którym również znaleziono ładunek wybuchowy.

## Szczegółowa tabela wydarzeń

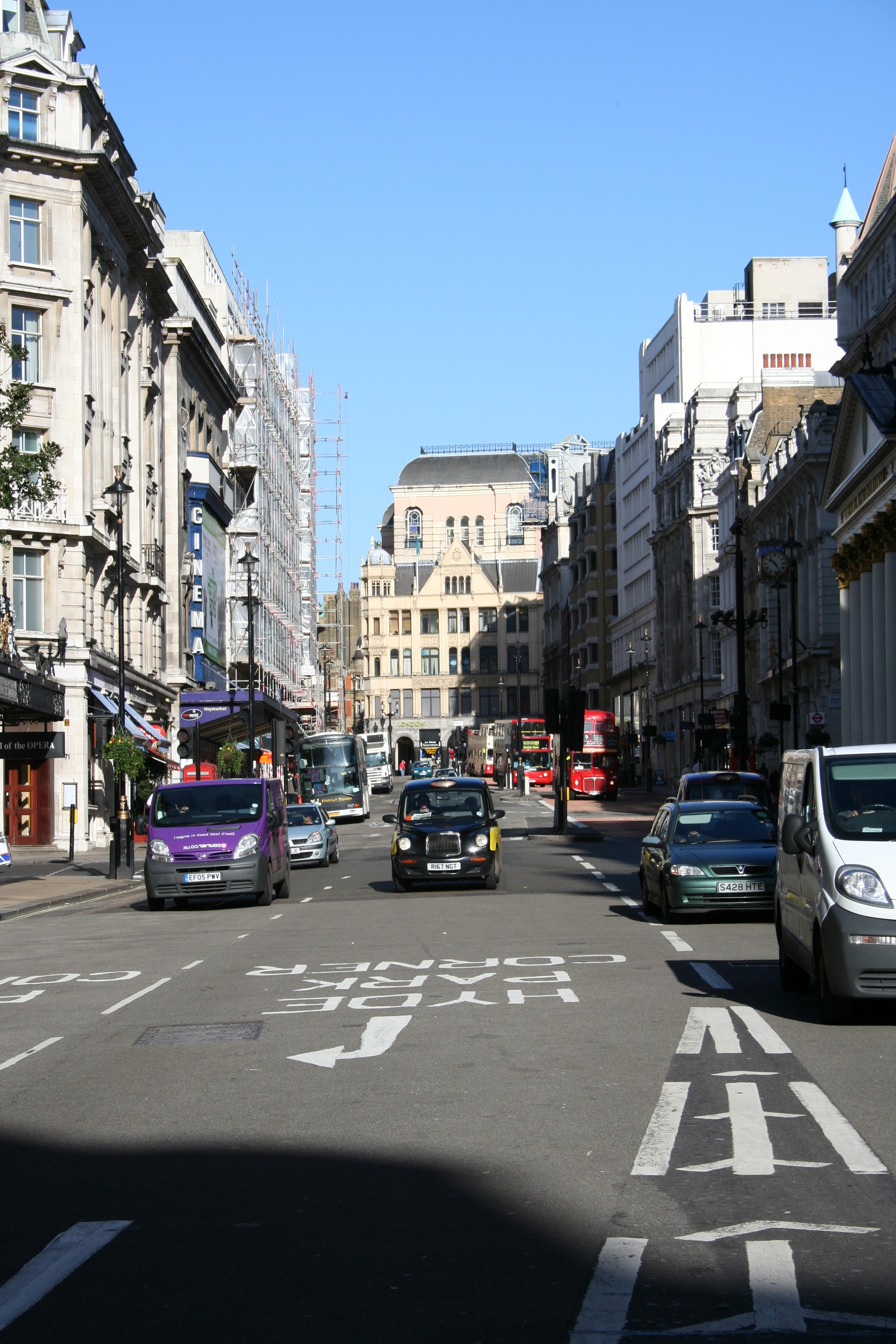
Haymarket

| Czas (UTC+1)    | Wydarzenie |                 |
| 29 czerwca 2007 | 29 czerwca 2007 | 29 czerwca 2007 |
| --------------- | --- | --------------- |
| 01:25           | London Ambulance Service zdał raport, że zauważył dym wydostający się w zaparkowanym na Haymarket samochodzie. Świadkowie potwierdzili, że kierowca jechał zygzakiem, po czym uderzył śmietnik i uciekł z miejsca. |                 |
| 02:00           | Londyńska policja zamknęła teren wokół znalezionego samochodu. |                 |
| 02:30           | Drugi samochód został znaleziony na Cockspur Street, blisko Trafalgar Square. |                 |
| 03:30           | Drugi samochód został przetransportowany na parking przy Park Lane. |                 |
| 04:00           | Świadkowie potwierdzili, że policja wynosiła z samochodu kanistry z benzyną. |                 |
| 08:00           | Zamknięto stację metra Piccadilly Circus. |                 |
| 10:25           | Pierwszy samochód został zabrany z Haymarket i wysłany do laboratorium (Defence Science and Technology Laboratory) w Kent.                                                                                         |                 |
| 10:30           | Zebrał się rządowy komitet w celu przedyskutowania incydentów w Londynie. Stacja Piccadilly Circus została ponownie otwarta.                                                                                       |                 |
| 14:30           | Ulica Park Lane została zamknięta po tym, jak znaleziono drugi podejrzany samochód zaparkowany na podziemnym parkingu.                                                                                             |                 |
| 17:00           | Policyjny kordon zamknął ruch na ulicy Fleet Street po donosach o znalezieniu trzeciego samochodu |                 |
| 18:00           | Ulica Fleet Street została ponownie otwarta dla ruchu. |                 |
| 19:00           | Policja potwierdziła, że drugi samochód znaleziono na ulicy Park Lane. |                 |
| 20:45           | Policja potwierdziła, że oba samochody zaopatrzone były w gwoździe, kanistry z benzyną oraz butle z gazem. |                 |

## Odnalezione samochody-pułapki

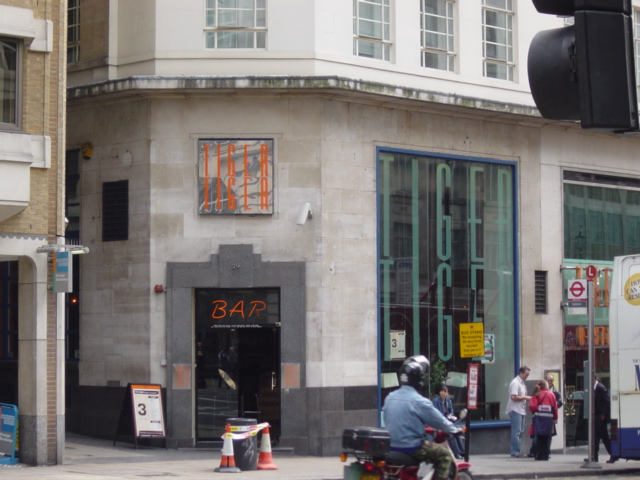
Night club Tiger Tiger w Haymarket

Według informacji policji, w samochodzie znaleziono 60 litrów benzyny w kanistrach, butle z gazem, gwoździe oraz niewielki ładunek, który miał całość zdetonować. Zastępca komisarza brytyjskiej policji Peter Clarke stwierdził, że gdyby samochód eksplodował to spowodowałby masakrę. W okolicznych klubach znajdowało się blisko 1700 osób. Telewizja Sky News poinformowała, że w butlach znajdował się butan używany do rozpalania w domowych kominkach.
Druga bomba została znaleziona później w niebieskim dostawczym samochodzie marki Mercedes-Benz 280E. Prawdopodobnie oba samochody zostały pozostawione w tym samym czasie. Nielegalnie zaparkowane auto zostało przetransportowane na podziemny parking przy Park Lane. Pracownicy parkingu, pozostawili jednak samochód w miejscu publicznym po tym, jak poczuli zapach benzyny i gazu i zaalarmowali policję.
Ponadto w związku z nieudaną próbą zamachów w Londynie zatrzymano następujące osoby: Sabeel Ahmed, Mohammad Haneef, Mohammed Asha wraz z żoną Marwan, oraz dwaj nieznani z nazwiska mężczyźni – jeden 28-letni, oraz drugi w wieku 25 lat.

## Reakcje
Premier Wielkiej Brytanii Gordon Brown stwierdził, że Brytyjczycy znajdują się pod silnym zagrożeniem zamachami terrorystycznymi. Zapowiedział też, że muszą pozostawać cały czas czujni. Na terenie Wielkiej Brytanii wprowadzono najwyższy stan zagrożenia terrorystycznego.